# スヴェン・マレシュ
スヴェン・マレシュ（Sven Maresch、1987年1月19日- ）はドイツのチューリンゲン出身の柔道家。階級は81kg級。身長173cm。

## 経歴
2006年のヨーロッパジュニア81kg級で優勝するも、世界ジュニアでは5位にとどまった。2008年にはU23ヨーロッパ選手権で2位になると、2009年には優勝した。2011年のグランドスラム・モスクワでは準々決勝で世界チャンピオンである韓国の金宰範と対戦すると、有効2つ取られてリードされるも、金が終了間際に2度も組み合わずにあからさまな逃げの姿勢を示したことにより、前代未聞の反則勝ちを収めると、その後優勝を飾った。グランドスラム・東京では3位になった。しかし、2012年のロンドンオリンピックには北京オリンピックで優勝したオーレ・ビショフがいたために出場できなかった。2013年のグランドスラム・モスクワで優勝すると、世界団体で3位になった。2014年にはヨーロッパ選手権の個人戦と団体戦でともに3位に入った。世界団体では2年連続3位になった。2015年の世界選手権では7位にとどまった。2016年のリオデジャネイロオリンピックには国内のライバルであるアレクサンダー・ヴィーツェルツァックに競い勝って出場するも、初戦でUAEのセルジュ・トマに反則負けを喫した。

## 主な戦績
- 2006年 - ヨーロッパジュニア 優勝
- 2006年 - 世界ジュニア 5位
- 2008年 - U23ヨーロッパ選手権 2位
- 2009年 - U23ヨーロッパ選手権 優勝
- 2010年 - ワールドカップ・ローマ 優勝
- 2010年 - グランプリ・アブダビ 優勝
- 2011年 - ヨーロッパ選手権 団体戦 3位
- 2011年 - グランドスラム・モスクワ 優勝
- 2011年 - グランドスラム・東京 3位
- 2013年 - ヨーロッパ選手権 団体戦 3位
- 2013年 - グランドスラム・モスクワ 優勝
- 2013年 - 世界団体 3位
- 2013年 - グランプリ・青島 2位
- 2013年 - グランプリ・アブダビ 2位
- 2014年 - グランプリ・デュッセルドルフ 2位
- 2014年 - グランプリ・サムスン 優勝
- 2014年 - ヨーロッパ選手権 個人戦 3位、団体戦 3位
- 2014年 - 世界団体 3位
- 2015年 - グランプリ・デュッセルドルフ 3位
- 2015年 - グランプリ・ブダペスト 3位
- 2015年 - グランドスラム・チュメニ 3位
- 2015年 - 世界選手権 7位
- 2016年 - グランプリ・デュッセルドルフ 2位
- 2016年 - グランプリ・ブダペスト 2位

(出典、JudoInside.com)。